# Narcastet
Narcastet (okzitanisch: Narcastèth) ist eine französische Gemeinde mit 756 Einwohnern (Stand: 1. Januar 2022) im Département Pyrénées-Atlantiques in der Region Nouvelle-Aquitaine. Die Gemeinde gehört zum Arrondissement Pau und zum Kanton Ouzom, Gave et Rives du Neez (bis 2015: Kanton Pau-Ouest). Die Einwohner werden Narcastétois genannt.

## Geografie
Narcastet liegt in der historischen Provinz Béarn (mit dem Weinbaugebiet gleichen Namens) am Fluss Gave de Pau, der die Gemeinde im Nordosten begrenzt und in den hier sein Zufluss Luz einmündet. Umgeben wird Narcastet von den Nachbargemeinden Meillon im Norden, Assat im Osten, Baliros im Osten und Südosten, Bosdarros im Süden und Südwesten sowie Rontignon im Westen und Nordwesten.

## Bevölkerungsentwicklung
| 1962                      | 1968 | 1975 | 1982 | 1990 | 1999 | 2006 | 2013 |
| ------------------------- | ---- | ---- | ---- | ---- | ---- | ---- | ---- |
| 176                       | 185  | 293  | 487  | 527  | 520  | 570  | 676  |
| Quelle: Cassini und INSEE |      |      |      |      |      |      |      |

## Sehenswürdigkeiten
- Kirche Saint-Ambroise, Monument historique

## Weinbau
Der Ort gehört zum Weinbaugebiet Béarn.